# Kraľovany
Kraľovany (Hongaars: Kralován) is een Slowaakse gemeente in de regio Žilina, en maakt deel uit van het district Dolný Kubín.
Kraľovany telt 454 inwoners. Nabij Kraľovany mondt de Orava uit in de Váh.